# Pierre Taillant
Cet article concerne une personnalité militaire. Pour la commune de France, voir Taillant.
Pierre André Taillant (né à Pont-Saint-Esprit (Gard), le 17 août 1816 - mort dans la même ville le 14 mai 1883) est un officier français connu pour la défense héroïque de Phalsbourg lors de la guerre franco-allemande de 1870 : le siège de Phalsbourg.

## Biographie
Pierre André Taillant est né en 1816 : sa mère s'appelle Marie Masse et son père, François Joseph, exerce la profession de taillandier. Après de courtes études, il entre au service en qualité d'engagé volontaire au 13e de ligne, le 31 août 1834.
Il sert en Algérie de 1834 à 1836 puis fait sergent en janvier 1837 et adjudant en 1841.
Le 28 mars 1841, il est nommé sous-lieutenant au 13e, puis lieutenant en 1847. Il fait les campagnes d'Italie de 1849 et 1850. Il est nommé capitaine en 1852 et participe au siège de Sébastopol en 1855.
En 1854, il était passé en qualité de capitaine au 1er régiment de grenadiers de la Garde. Il sert dans ce corps jusqu'à sa promotion au grade de chef de bataillon en 1861. Le 8 août 1867, il rejoint le corps de l’État-major des places et sert à Mont-Dauphin durant une année.
En novembre 1868, il est nommé commandant de la place de Phalsbourg. Il va organiser la défense de la ville et soutenir un siège du 10 août 1870 au 12 décembre 1870.

Après 4 mois de résistance, la dernière ration est consommée, la population est décimée et la moitié de la garnison restante est à l'hôpital. Taillant fait enclouer les canons, détruire les dernières munitions et écrit au major von Giese, commandant des troupes d'investissement : 

« Monsieur le Major,
Le trop grand éloignement de l'armée française et la famine qui torture les habitants, les blessés et les prisonniers de guerre, mais qui ne pourrait nous dompter si nous étions seuls ici, ne nous permettent pas de continuer la lutte, parce qu'il est de notre devoir d'être humain avant tout. C'est pour obéir aux lois de l'humanité que j'ai dû ne pas céder au vœu de mes compagnons d'armes, qui ont demandé de s'ensevelir avec leur chef sous les ruines de la forteresse qu'ils défendent si bien depuis quatre mois. Les portes de Phalsbourg sont ouvertes. Vous nous y trouverez désarmés, mais non vaincus. »

Taillant sort de Phalsbourg le dernier. Il refuse alors de s'engager à ne pas servir contre l'Allemagne et, de ce fait, se retrouve interné du 15 décembre 1870 au 21 avril 1871 à Coblentz d'où il ne revient qu'après le traité de Versailles.
Un an plus tard, le Conseil d’enquête sur les capitulations des places fortes, présidé par le Maréchal Baraguey-d'Hilliers le nomme lieutenant-colonel et lui confère le grade de Commandeur de la Légion d'honneur avec l'aval de Thiers.
Il est nommé commandant de la place de Maubeuge le 11 mai 1872. Il passe en 1877 au commandement de Saint-Denis, où sa retraite lui est accordée le 10 décembre 1878.
Il meurt dans sa ville natale le 14 mai 1883.

## Distinctions
- Croix de la valeur militaire de Sardaigne
- Médaille du siège de Rome
- Médaille de Crimée (Royaume-Uni)
- Légion d'honneur[1] :
  -  Chevalier le 12 juillet 1849
  -  Officier le 8 octobre 1857
  -  Commandeur le 5 mai 1872
- Pierre Taillant fut honoré par ses concitoyens spiripontains d'une épée d'honneur aux armes de Phalsbourg[7].
- Une rue porte son nom à Pont-Saint-Esprit ainsi qu'à Phalsbourg.